# Косколово (платформа)
Косколово —  станция Октябрьской железной дороги в Кингисеппском районе Ленинградской области на линии Котлы — Усть-Луга, находится вблизи деревни Косколово и крупного морского порта Усть-Луга.  С 1 июня 2009 года, за исключением последних двух месяцев 2015 года через станцию не ходят пассажирские поезда.
Со 2 ноября 2015 по 31 декабря 2015 года было курсирование пригородных поездов №6664/6663 и №6668/6667 Кингисепп — Косколово (по линии на Усть-Лугу).
Отправление из Кингисеппа – 06:30 и 18:30.
Отправление из Косколово – 08:37 и 20:37.
Промежуточные остановки - Тикопись, Веймарн и Кёрстово. В Котлах остановки не было (поезда следовали по новой линии).